# 美里駅
美里駅（みさとえき）は、長野県小諸市大字市字土橋にある、東日本旅客鉄道（JR東日本）小海線の駅である。

## 歴史
近くの工業団地の通勤の便を図るため、地元からの要望を受けて設置された。

### 年表
- 1988年（昭和63年）12月1日：開業[1]。

## 駅構造
単式ホーム1面1線を有する地上駅である。
無人駅である。ログハウス調の待合室が設置されている。

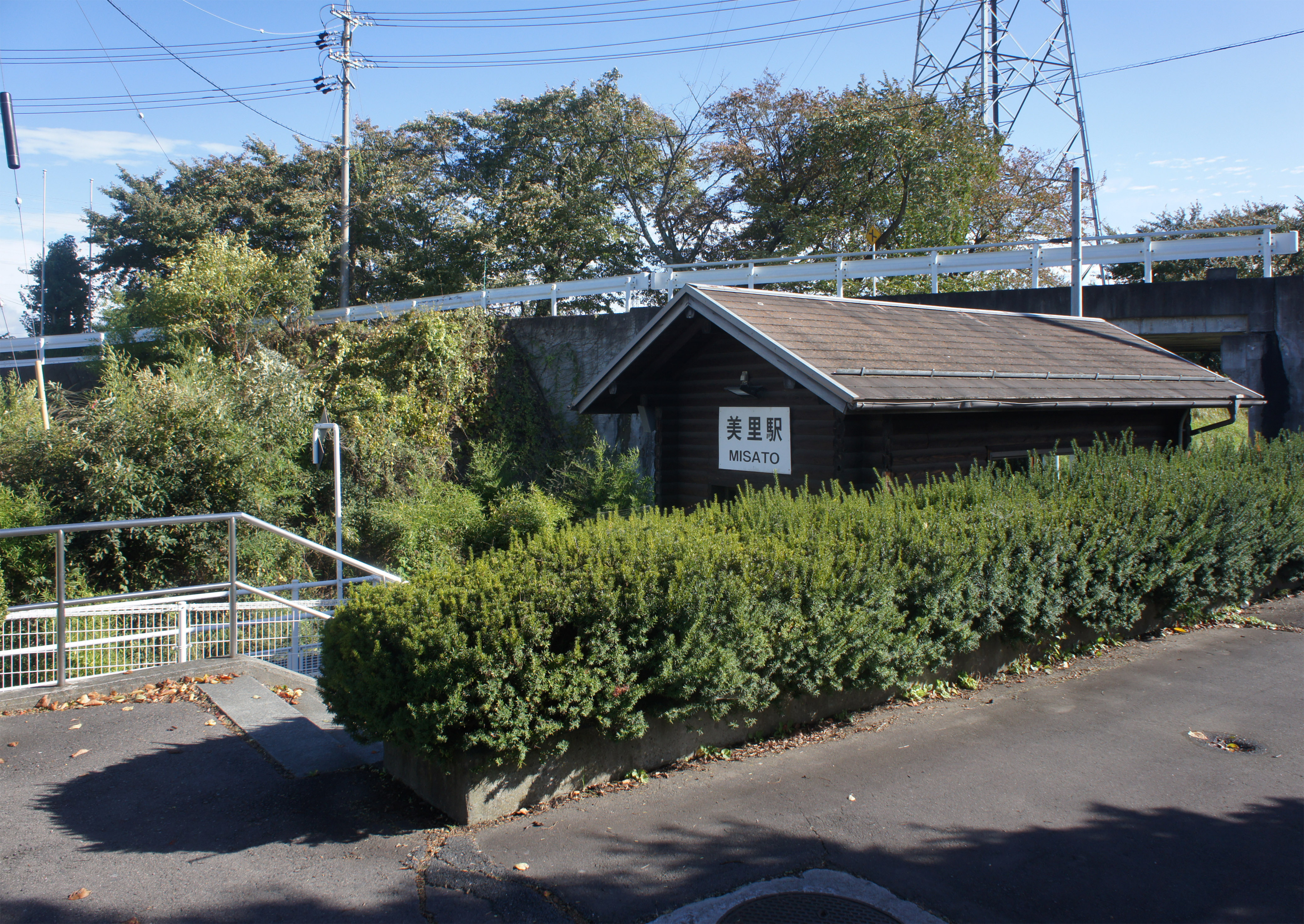
駅出入口（2021年10月）
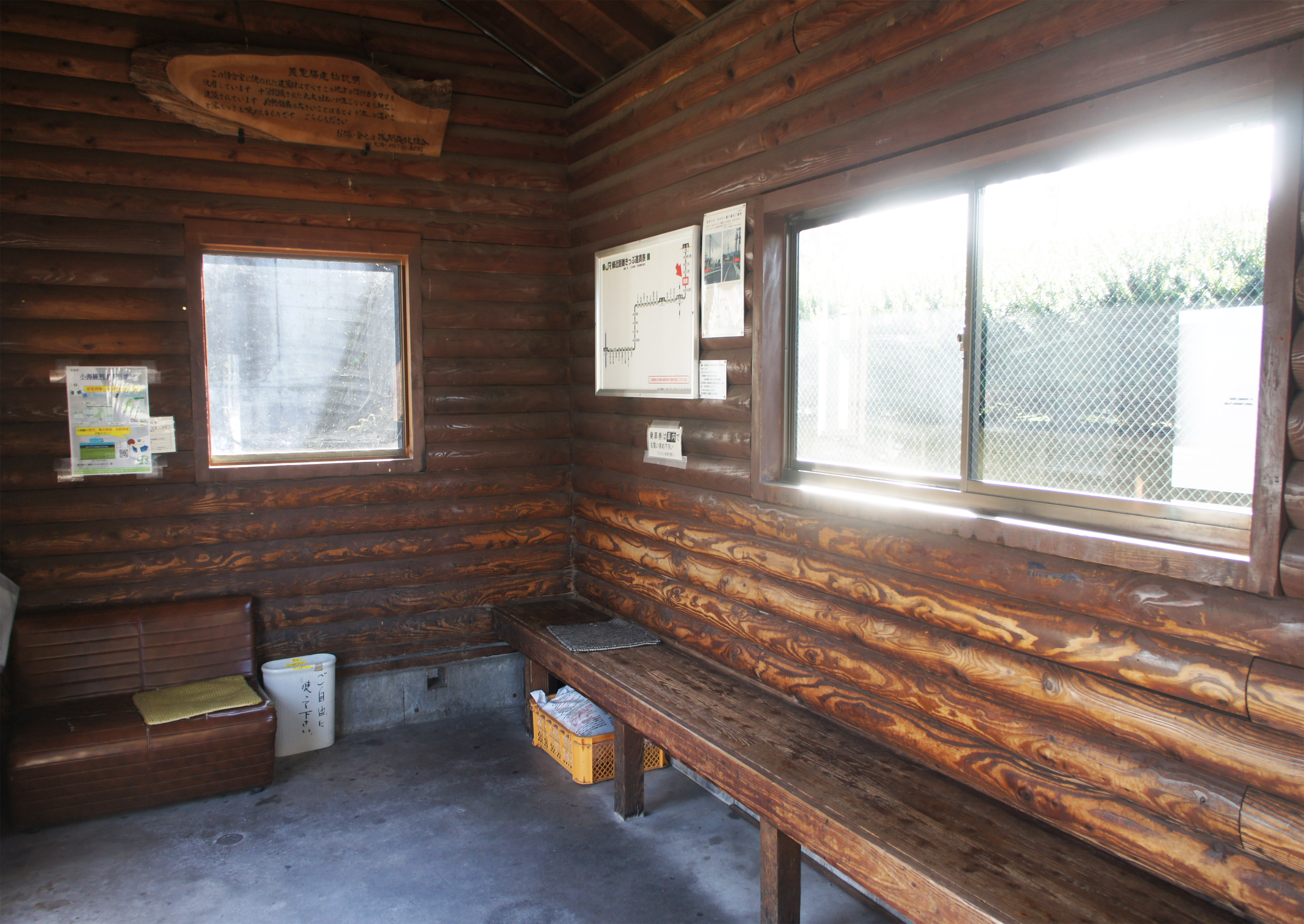
待合室（2021年10月）
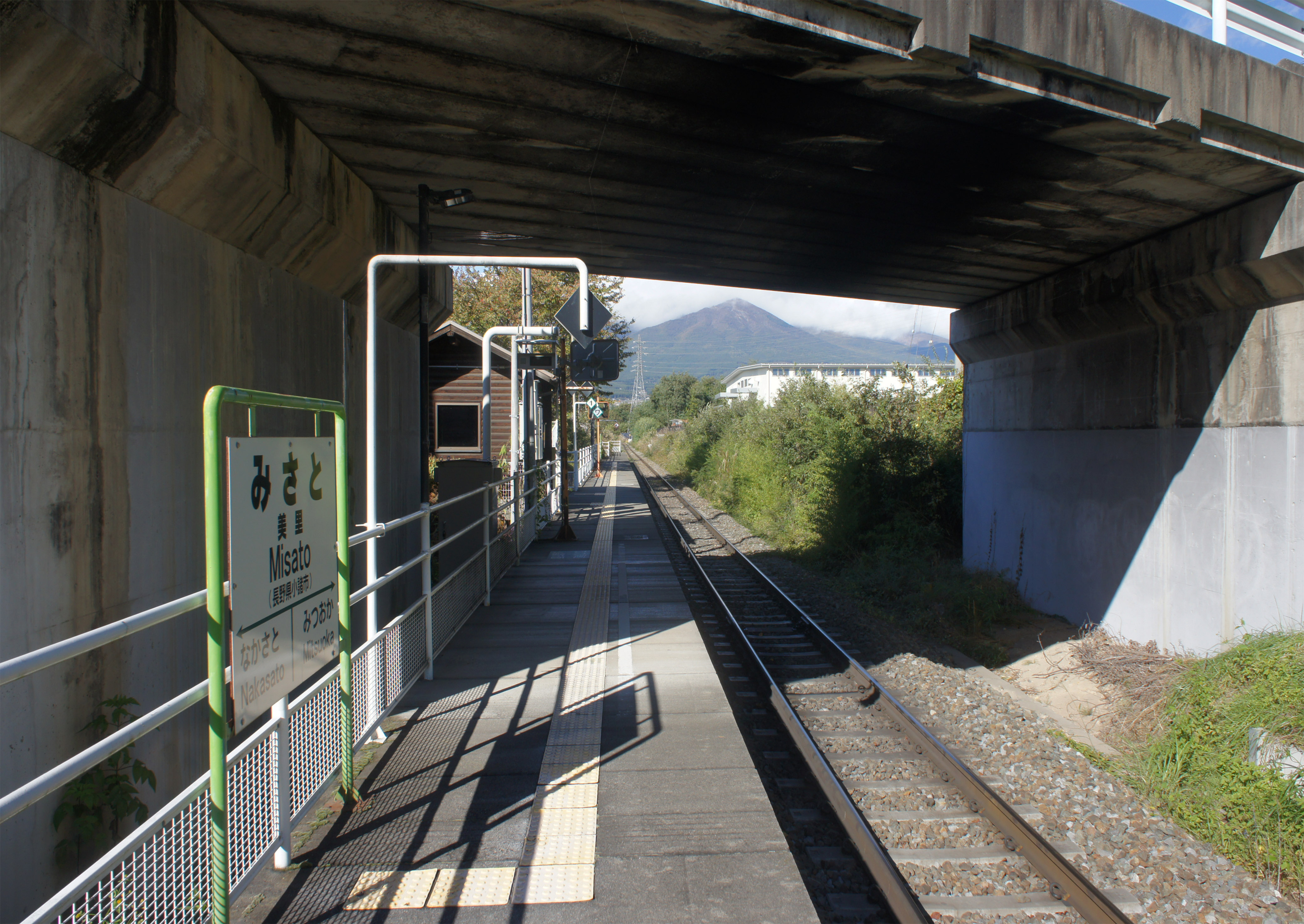
ホーム（2021年10月）

## 利用状況
2007年度（平成19年度）、2009年度（平成21年度）- 2011年度（平成23年度）の1日平均乗車人員の推移は以下のとおりであった。
| 乗車人員推移       | 乗車人員推移     | 乗車人員推移 |
| 年度               | 1日平均 乗車人員 | 出典         |
| ------------------ | ---------------- | ------------ |
| 2007年（平成19年） | 145              | [ 1 ]        |
| 2009年（平成21年） | 165              | [ 1 ]        |
| 2010年（平成22年） | 166              | [ 2 ]        |
| 2011年（平成23年） | 152              | [ 3 ]        |

## 駅周辺
駅前広場が設置されている。
- 国道141号
- 長野県小諸養護学校[1]
- 和田工業団地[1]

## 隣の駅
東日本旅客鉄道（JR東日本）
■小海線
中佐都駅 - 美里駅 - 三岡駅

### 「みさと」と読む同音異字の駅
- 三郷駅 - JR東日本武蔵野線の駅
- 三里駅 - 三岐鉄道三岐線の駅